# Incident du golfe d'Oman (août 2021)
Pour les articles homonymes, voir Incident du golfe d'Oman.
L'incident du golfe d'Oman d'août 2021 est survenu le 3 août 2021 lorsque le pétrolier Asphalt Princess (en), voyageant de Khor Fakkan, aux Émirats Arabes Unis, à Sohar, à Oman, a été attaqué et arraisonné dans le golfe d'Oman. Le navire, battant pavillon au Panama, appartient à Glory International, répertorié comme étant basé dans la zone franche des Emirats.
Début août 2021, de nombreux médias occidentaux ont rapporté que l'Asphalt Princess avait été détourné dans le golfe d'Oman, à 60 milles marins (110 km) à l'est du port de Fujaïrah aux Émirats arabes unis. Les pirates auraient été soutenus par l'Iran. Les navires près du golfe d'Oman ont été avisés d'exercer une "extrême prudence" par les opérations commerciales maritimes du Royaume-Uni (en) (UKMTO) plus tôt dans la journée.
L'attaque a été précédée de trois incidents maritimes similaires en mai 2019, juin 2019 et juillet 2021.

## Incident
Le 3 août 2021, quatre pétroliers, Queen Ematha, Golden Brilliant, Jag Pooja, and Abyss, naviguant dans le golfe d'Oman, ont annoncé dans le même temps qu'ils n'étaient "pas sous le commandement."
À 14 h 18 UTC le 3 août 2021, les gardiens des opérations commerciales maritimes du Royaume-Uni ont publié un avertissement à l'intention de la navigation internationale indiquant qu'un incident de "non-piraterie" avait eu lieu à 60 milles marins à l'est du port de Fujaïrah aux Emirats arabes Unis à 12 h 30 UTC.
À 4 h 44 UTC le 4 août, l'UKMTO a publié une mise à jour déclarant que l'incident était un "détournement potentiel", où un groupe de huit ou neuf individus armés aurait embarqué à bord du navire sans autorisation et aurait ordonné au navire de naviguer vers l'Iran.
À 5 h 32 UTC le 4 août, l'UKMTO a signalé que les pensionnaires avaient quitté le navire et que le navire était en sécurité, signifiant la fin de l'incident.
À 7 h 26 UTC le 4 août, Al Jazeera a rapporté sur Twitter que les forces armées iraniennes prétendaient "fournir assistance et sécurité aux navires marchands" et étaient prêtes à envoyer des "unités de secours" sur le navire.

## Réactions
L'Iran a nié avoir joué un rôle dans l'incident. Le ministère iranien des Affaires étrangères a déclaré le 3 août que les récentes attaques maritimes dans le golfe Persique étaient "totalement suspectes", tandis qu'un porte-parole des forces armées a qualifié les informations de l'incident de "guerre psychologique".
Oman a confirmé le détournement de l'Asphalt Princess dans un communiqué le 4 août, et la marine du Sultanat a déclaré avoir déployé plusieurs navires dans le golfe d'Oman "pour aider à sécuriser les eaux internationales".